# Wuhan Poly Plaza
Wuhan Poly Plaza – wieżowiec znajdujący się na placu Hongshan w dzielnicy Wuchang w mieście Wuhan w Chinach. Jego wysokość wynosi 211 metrów. Zaprojektowany przez firmę Skidmore Owings & Merrill. Jego powierzchnia użytkowa wynosi 149 000 m². Posiada 46 kondygnacji.